# Rosales (Philippines)
Pour les articles homonymes, voir Rosales (homonymie).
Rosales est une municipalité de la province de Pangasinan, aux Philippines.

## Personnalités
- Francisco Sionil José (1924-2022) y est né.